# مارینا توچ
مارینا توچ (انگلیسی: The Marina Torch) یک آسمان‌خراش در شهر دبی، امارات متحده عربی است.
این آسمان‌خراش که در مه ۲۰۱۱ افتتاح شده دارای ۷۹ طبقه و ۲۷۶٫۳ متر ارتفاع می‌باشد.

## نگارخانه

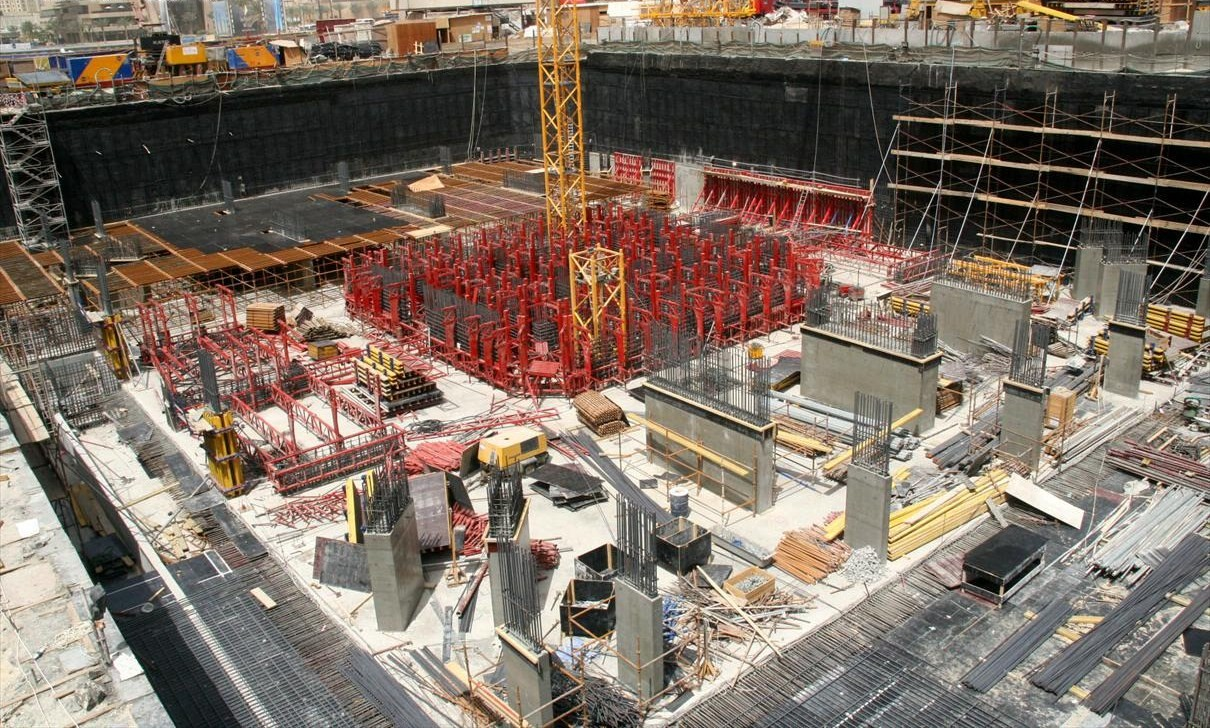
18 May 2007
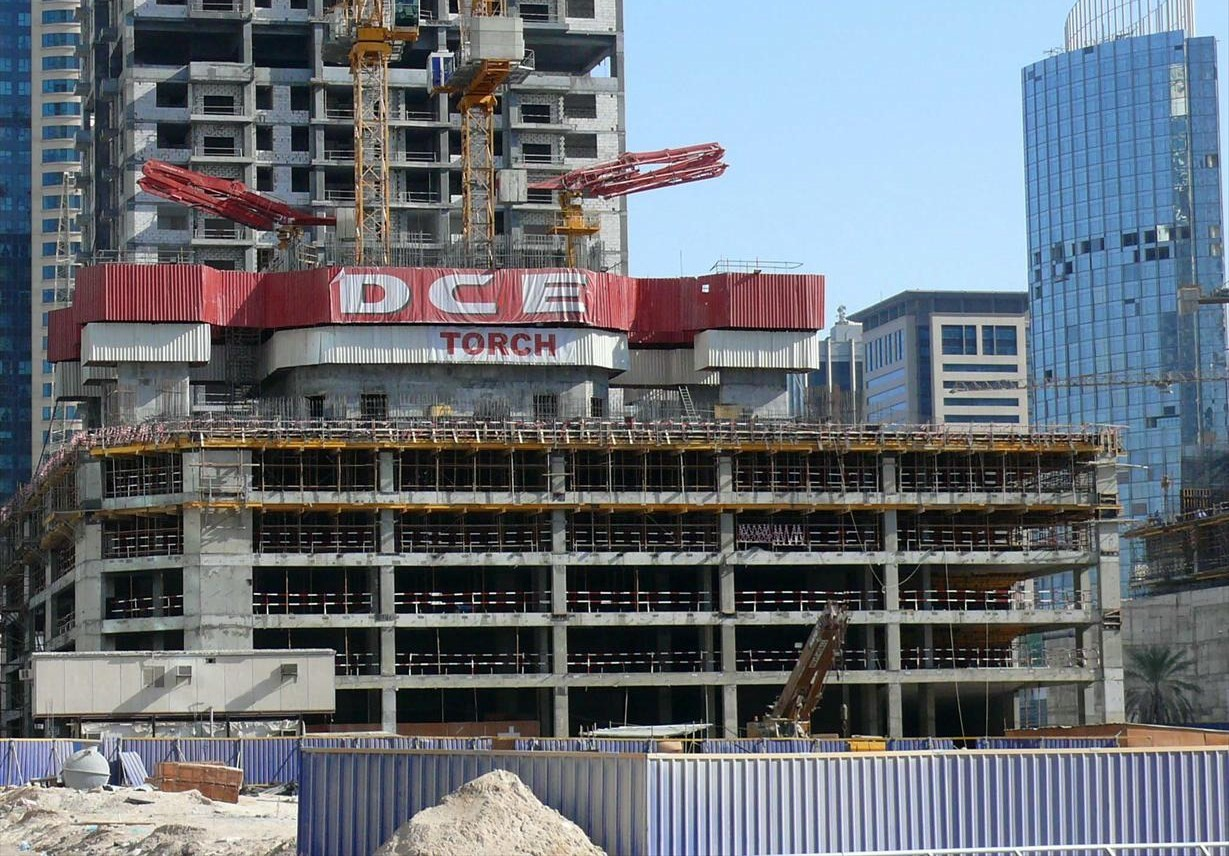
20 December 2007
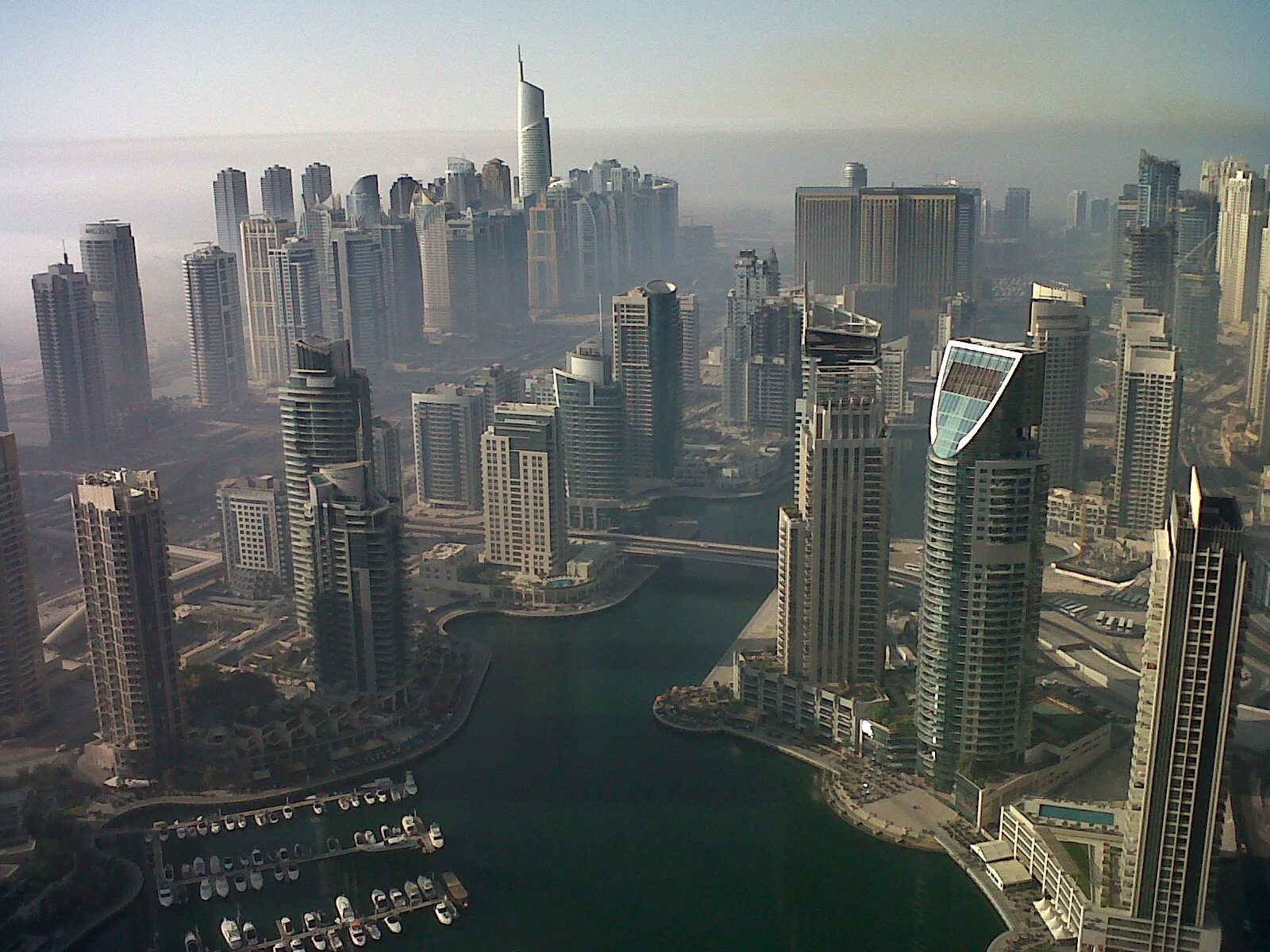
View of دبی مارینا from the 64th floor of The Torch.